# Marlens
Marlens est une ancienne commune française située dans le département de la Haute-Savoie, en région Rhône-Alpes. Membre de la communauté de communes du pays de Faverges, la commune comptait 909 habitants en 2013. Le village se situe dans la partie sud de la vallée de Faverges, à la frontière avec le département voisin de la Savoie.
Au 1er janvier 2016, la commune fusionne avec celle de Cons-Sainte-Colombe pour former la commune nouvelle de Val de Chaise.

## Géographie

### Situation
La commune de Marlens se situe dans le Sud du département de la Haute-Savoie en région Rhône-Alpes, partiellement au contact de la limite avec le département de la Savoie.
Le village est installé sur un plateau exposé au soleil, légèrement au-dessus d'une vallée, marquant l'« entrée orientale de la cluse d'Annecy. » La vallée de Faverges appartient à l'ensemble plus vaste qu'est le bassin annécien, tout en formant une sous-entité bien distincte. Frontalière avec département de la Savoie, l'accès se fait par une trouée, vestige géologique où s'écoule le torrent de la Chaise.
À vol d'oiseau, le village se situe à 4,7 km à l'est de Faverges, le chef-lieu de canton et à 23,1 km au sud-est d'Annecy, la préfecture du département. Les autres principales villes se trouvent dans le département voisin de la Savoie, à l'est Ugine à 5,6 km, puis au sud-est Albertville à 10,8 km.
Le chef-lieu de commune est localisé par l'Institut national de l'information géographique et forestière à la longitude 6° 21′ 00″ est et à la latitude 45° 46′ 07″ nord.

#### Communes limitrophes

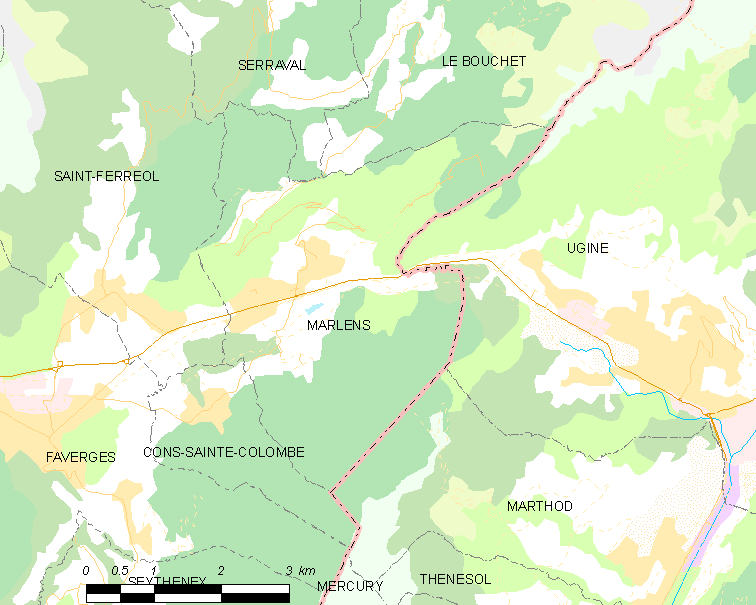
Marlens et les communes voisines.

Marlens est entourée du nord au sud, d'est en ouest, par les communes du Bouchet-Mont-Charvin, de Serraval, Ugine et Marthod, situées dans le département de la Savoie, de Faverges, de Cons-Sainte-Colombe et de Saint-Ferréol.
|                        | Le Bouchet-Mont-Charvin | Serraval         |
| Faverges Saint-Ferréol | Marlens                 | Ugine (Savoie)   |
| Cons-Sainte-Colombe    |                         | Marthod (Savoie) |

### Hydrographie, géologie et relief
Le territoire de la commune est traversé par la rivière de la Chaise, en provenance de la vallée de Faverges, à l'ouest, qui se dirige à l'est, sur Ugine pour rejoindre la rivière de l'Arly.

### Risques naturels
La commune est soumise à l'ensemble des aléas naturels que l'on retrouve en territoire de montagne (avalanches, crues torrentielles, mouvements de terrain). Ceux-ci ont été pris en compte dans l'aménagement communal depuis 2000 où un Plan de prévention des risques naturels prévisibles (PPRn) a été adopté, puis révisé en 2008.

### Climat
La situation de Marlens se trouve dans un climat continental montagnard caractérisé par une humidité marquée. Les données utilisées par Météo-France pour caractériser le climat local reprennent celles de la station météorologique de référence, située à Chambéry (située à environ 35 km au sud-ouest, de l'autre côté du massif des Bauges, à une altitude de 235 m), relevées sur la période 1981-2010. Du fait de la localisation, les hivers y sont plus froids et neigeux que ceux observés dans l'avant-pays, comme à Chambéry, et la saison estivale douce avec parfois des épisodes orageux. Les intersaisons (avril et octobre) sont aussi en moyenne plus humides.
L'amplitude thermique est proche de celle observée pour la ville d'Annecy, 20,7 °C.
| Ville             | Ensoleillement | Pluie     | Neige    | Orage    | Brouillard |
| ----------------- | -------------- | --------- | -------- | -------- | ---------- |
| Paris             | 1 797 h/an     | 642 mm/an | 15 j/an  | 19 j/an  | 13 j/an    |
| Nice              | 2 694 h/an     | 767 mm/an | 1 j/an   | 31 j/an  | 1 j/an     |
| Strasbourg        | 1 637 h/an     | 610 mm/an | 30 j/an  | 29 j/an  | 65 j/an    |
| Marlens           | ... h/an       | ... mm/an | ... j/an | ... j/an | ... j/an   |
| Moyenne nationale | 1 973 h/an     | 770 mm/an | 14 j/an  | 22 j/an  | 40 j/an    |

| Mois                              | jan.  | fév.  | mars  | avril | mai   | juin | jui.  | août  | sep.  | oct.  | nov.  | déc.  | année   |
| --------------------------------- | ----- | ----- | ----- | ----- | ----- | ---- | ----- | ----- | ----- | ----- | ----- | ----- | ------- |
| Température minimale moyenne (°C) | −1,4  | −0,7  | 2,1   | 5,1   | 9,7   | 12,8 | 14,7  | 14,2  | 11    | 7,4   | 2,5   | −0,2  | 6,5     |
| Température maximale moyenne (°C) | 5,8   | 7,9   | 12,6  | 16,3  | 20,8  | 24,6 | 27,4  | 26,6  | 22    | 16,7  | 10,1  | 6,4   | 16,5    |
| Record de froid (°C)              | −19   | −14,4 | −10,3 | −4,6  | −1,4  | 2,8  | 5,4   | 5     | 1     | −4,3  | −10,8 | −13,5 | −19     |
| Record de chaleur (°C)            | 17,9  | 20,5  | 25,1  | 29,5  | 32,7  | 36,1 | 38,3  | 38,8  | 32    | 29    | 23,3  | 22,7  | 38,8    |
| Ensoleillement (h)                | 77,7  | 104,4 | 156,7 | 172,8 | 202,5 | 234  | 260,1 | 232,5 | 176,3 | 121,4 | 71,2  | 60,6  | 1 870,3 |
| Précipitations (mm)               | 102,6 | 91,5  | 100   | 92,2  | 104,2 | 94,8 | 86,6  | 91,7  | 111,8 | 122,6 | 105   | 118   | 1 221   |

### Voies de communication et transports
La commune à proximité de l'axe de l'ex-RN508 aujourd'hui Route départementale 1508 qui se dirige au nord vers Annecy, via Faverges, et au sud vers Albertville, via Ugine. Dans cette direction, il est possible de rejoindre Albertville située à 23 km, ville depuis laquelle on peut rejoindre l'autoroute A430 permettant de rejoindre la combe de Savoie menant à la vallée de Maurienne ou les métropoles de Chambéry ou de Grenoble ainsi que la RN 90 qui permet de se diriger vers les stations de sports d'hiver de la vallée de la Tarentaise. En remontant vers le nord, en traversant Annecy, il est possible de rejoindre l'autoroute A41 (sortie Annecy-Sud à 27 km ou Annecy-Nord à 30 km) permettant de se rendre vers la vallée de l'Arve à l'est ou de se diriger vers Chambéry, via Aix-les-Bains à l'ouest. On peut éventuellement rejoindre l'autoroute A40, dite « Autoroute Blanche » en empruntant l'ancienne RN508 direction Frangy.
Le village est relié au reste du département et aux villes du département voisin par un service de car journalier assurant la liaison Annecy-Albertville par la société Voyages Crolard (Groupe Transdev), membre du réseau Lihsa (lignes interurbaines de Haute-Savoie). Il s'agit de la Ligne 51 dont les autocars effectuent de façon quotidienne dans la direction d'Annecy et sept à destination d'Albertville. L'arrêt du village se trouve dans la plaine, sur la RN508.
À partir d'Annecy, on peut se connecter au réseau ferré de la plate-forme multimodale de la gare d'Annecy. Pour les vols internationaux, on peut emprunter soit l'aéroport français de Lyon-Saint-Exupéry (145 km et 1h40), soit plus proche de Genève Cointrin en Suisse (70 km et 1h00).
La commune est également parcourue par une piste cyclable ou voie verte, dite du lac d'Annecy, implantée sur l'ancien tracé de chemin de fer, longeant la RD1508, entre Annecy et Albertville, s'arrêtant pour la Haute-Savoie sur la commune,. Le dernier tronçon reliant Giez à Marlens a été réalisé entre 2004-2005. Elle mesure 30 km de long,. Elle est gérée par le Syndicat intercommunal du lac d'Annecy (SILA). Cette piste cyclable est considérée comme l'une des plus fréquentées de France. Cette ancienne ligne de chemin de fer disposait d'une gare sur la commune.
On peut se rendre également à Annecy par bateau grâce à l'une des trois liaisons journalières proposées par la Compagnie des bateaux du lac d'Annecy.

### Urbanisme
Marlens est constitué, entre autres, des hameaux du Thermesay et d'Ombre.

## Toponymie
Le nom de la localité est attesté sous les formes villa Marlindam / Villa Marlindum en 867 (acte de donation de Lothaire II à sa femme Thieteberge); Marlandis en 879; Merlendis vers 1016-1018; Marlensis vers 1031-1032,; Marlens fin du XIIe siècle- début du XIIIe siècle (cartulaire de l'abbaye de Talloires); Marlenz vers 1344.
Il s'agit d'une formation toponymique médiévale. Selon Théophile Perrenot et Albert Dauzat qui ne citent aucune forme ancienne, preuve qu'ils n'en connaissent pas, ce nom de lieu d'origine burgonde remonterait à un primitif *Mârilingos, au sens de « chez les Marila, les gens de Marila », basé sur l'anthroponyme germanique Marila, suivi du suffixe -ing romanisé en -ingos et qui permet d'expliquer la terminaison -ens,,.
La nature et la régularité des formes les plus anciennes s'opposent à cette interprétation. En effet, elles sont toutes en -ind-, -end-, -and-, c'est pourquoi Ernst Gamillscheg propose le nom de personne germanique Merilind(us) pris absolument. Dans cette perspective, la finale est tombée dans l'attraction des toponymes en -ens assez répandus dans la région.
En francoprovençal, le nom de la commune s'écrit Marlin (graphie de Conflans) ou Marlens (ORB).
Ses habitants sont les Marlinois. On peut parfois trouver les formes Merlinoises et les Merlinois. Ils sont parfois appelés, en patois, et de façon plutôt péjorative, les Merlinstins.

## Histoire

### Antiquité
La plaine de Faverges semble occupée dès la période protohistorique. Le musée archéologique de Viuz-Faverges présente ainsi une hache en cuivre dite d'Englannaz, qui serait datée de la période dite « chalcolithique » (appelée aussi âge du cuivre), correspondant à la « période où un outillage, principalement en pierre, peut être complété par des objets en cuivre travaillé. ».
La vallée de Faverges se trouve en territoire des Allobroges, qui contrôlent l'avant-pays plat, entre le Rhône et les Alpes. Les Romains interviennent dans les environs à partir du IIe siècle av. J.-C. Une fois le territoire pacifié, ils construisent des routes afin de commercer et notamment la route secondaire reliant Turin à Genève, passant dans la plaine en dessous du plateau de Marlens. La ville voisine de Faverges abrite d'ailleurs une mansio, Casuaria (village de Viuz), qui se développe au Ier siècle. Cette voie romaine secondaire suit peu ou prou le tracé de l'ancienne RN508.
Le toponyme possède une origine burgonde (voir section toponyme). Cette présence est attestée par la découverte d'une boucle de ceinturon comportant trois personnages. Le style est caractéristique du VIe siècle.
Charles Marteaux (1861-1956) de l'Académie florimontane, supposait que l'édification de l'église primitive serait le fait d'un propriétaire germanique, Marlindus. La paroisse est d'ailleurs ancienne. Sa première mention se trouve dans un acte de donation du roi Lothaire II, à sa femme Thieteberge, en 867 d'une villa burgonde la villa Marlindam ou parfois Villa Marlindum, dont le nom de la commune dérive,. On retrouve sa mention curtem etiam Marlandis/Marlandis curtem en 879,.

### Période médiévale
La paroisse est donnée à l'abbaye de Talloires, ainsi que les paroisses de Doussard et Vesonne (village de Faverges), en 1030 par Hermengarde ou Ermengarde, épouse du roi Rodolphe III de Bourgogne,. Elle est mentionnée dans son cartulaire de la fin du XIIe siècle - début du XIIIe siècle. De l'église primitive a été maintes fois remaniée ou reconstruite (début et fin du XVe siècle, 1682).
Le village appartient à la seigneurie d'Ugine, qui se trouve dans le comté de Savoie. Toutefois, de nombreuses familles nobles possèdent des terres sur la paroisse, notamment la famille des Clets (ou Clées) ou encore de Charansonay. Des membres de cette famille sont mentionnés comme propriétaire du XIIe siècle au XVe siècle. Au siècle suivant, les familles nobles possédants des biens ne sont plus que des membres des familles d'Arenthon d'Alex et des Beaufort.
Un peu au-dessus du chef-lieu on trouve la maison forte du Villard. Elle est vendue au milieu du XVIIIe siècle à cinq habitants.
En 1700, un éboulement engloutit le hameau de la Combe, situé sur la rive droite de la Chaise.
Le baron de Villette, dont la famille possède un fief depuis probablement le XVIe siècle, affranchit « la communauté [...] pour le prix de 2 600 livres. » L'autre dernière grande famille à posséder des terres et à affranchir l'autre partie des habitants est celle des Milliet, marquis de Faverges, pour la somme de 10 500 livres.

### Période contemporaine
Une nouvelle église est construite dans un style néogothique, entre 1867-68.
Le 6 juillet 1950 est fondé le "Syndicat intercommunal du Nant d'Arcier" par les communes de Faverges et de Saint-Ferréol rejoint en 1968 par la commune de Marlens. Ce syndicat de l'eau assure le captage, la production d'eau potable, l'adduction et l'entretien des ouvrages des réseaux communaux.
La commune fusionne avec celle de Cons-Sainte-Colombe au 1er janvier 2016 pour former la commune nouvelle de Val de Chaise.

## Politique et administration

### Situation administrative
La commune appartient au canton de Faverges, qui depuis le redécoupage cantonal de 2014, est composé de 27 communes dont Alex, Bluffy, La Balme-de-Thuy, Chevaline, Le Bouchet-Mont-Charvin, Les Clefs, Cons-Sainte-Colombe, La Clusaz, Doussard, Entremont, Giez, Dingy-Saint-Clair, Lathuile, Le Grand-Bornand, Montmin, Menthon-Saint-Bernard, Saint-Ferréol, Seythenex, Manigod, Saint-Jean-de-Sixt, Les Villards-sur-Thônes, Talloires, Thônes, Veyrier-du-Lac, Serraval. La ville de Faverges en est le bureau centralisateur.
Elle est aussi membre de la Communauté de communes du pays de Faverges (CdCPF), et qui comporte les neuf autres communes du canton. La CdCPF fait suite à l'ancien SIVOM de Faverges, depuis l'an 2000.
La commune relève de l'Arrondissement d'Annecy et de la Deuxième circonscription de la Haute-Savoie.

### Liste des maires
| Période                                  | Période  | Identité         | Étiquette | Qualité |
| ---------------------------------------- | -------- | ---------------- | --------- | ------- |
| mars 2001                                | En cours | Michel Chappelet | S.E.old   | ...     |
| Les données manquantes sont à compléter. |          |                  |           |         |

### Jumelages
À ce jour, aucune coopération décentralisée ou autres actions extérieures n'ont été mises en place par la commune. Toutefois, un pacte d'amitié a été élaboré avec la commune de Marliens, en Côte-d'Or.

## Population et société

### Démographie
L'évolution du nombre d'habitants est connue à travers les recensements de la population effectués dans la commune depuis 1793. À partir du 1er janvier 2009, les populations légales des communes sont publiées annuellement dans le cadre d'un recensement qui repose désormais sur une collecte d'information annuelle, concernant successivement tous les territoires communaux au cours d'une période de cinq ans. 
Pour les communes de moins de 10 000 habitants, une enquête de recensement portant sur toute la population est réalisée tous les cinq ans, les populations légales des années intermédiaires étant quant à elles estimées par interpolation ou extrapolation. Pour la commune, le premier recensement exhaustif entrant dans le cadre du nouveau dispositif a été réalisé en 2004,.
En 2013, la commune comptait 909 habitants, en évolution de +10,58 % par rapport à 2008 (Haute-Savoie : +7,9 %, France hors Mayotte : +2,49 %).
| 1793 | 1800 | 1806 | 1822 | 1838 | 1848 | 1858 | 1861 | 1866 |
| ---- | ---- | ---- | ---- | ---- | ---- | ---- | ---- | ---- |
| 676  | 629  | 692  | 845  | 898  | 864  | 791  | 807  | 849  |

| 1872 | 1876 | 1881 | 1886 | 1891 | 1896 | 1901 | 1906 | 1911 |
| ---- | ---- | ---- | ---- | ---- | ---- | ---- | ---- | ---- |
| 846  | 805  | 765  | 771  | 706  | 706  | 700  | 686  | 646  |

| 1921 | 1926 | 1931 | 1936 | 1946 | 1954 | 1962 | 1968 | 1975 |
| ---- | ---- | ---- | ---- | ---- | ---- | ---- | ---- | ---- |
| 593  | 627  | 643  | 642  | 638  | 610  | 624  | 616  | 637  |

| 1982 | 1990 | 1999 | 2004 | 2009 | 2013 | - | - | - |
| ---- | ---- | ---- | ---- | ---- | ---- | - | - | - |
| 609  | 656  | 699  | 761  | 837  | 909  | - | - | - |

### Santé
Marlens appartient au « Bassin 74123 : Faverges » avec 6 autres communes du canton de Faverges. Ce bassin comptait en 2008 sept médecins généralistes installés à Faverges, en 2012, ils ne sont plus que six. La desserte médicale est estimée en septembre 2012 à 1 médecin généraliste pour 1 759 hab., pour ce bassin. Un spécialiste en ophtalmologie est présent à Faverges. D'autres services liés à la santé sont aussi implantés, des dentistes, des infirmiers, un laboratoire d'analyse, des kinésithérapeutes, ainsi que des pharmacies sont également installés dans le chef-lieu de canton.
Faverges possède une maison de retraite.
La commune de Marlens, comme l'ensemble des communes du canton, est attachée au service d'urgences du centre hospitalier Annecy Genevois. Anciennement idéalement placé du côté des Marquisats à Annecy, sur la RD 1508, ce dernier a dès lors déménagé en 2008 du côté de Metz-Tessy, obligeant la traversée de l'agglomération. Du côté d'Albertville, dans le département voisin, on peut également avoir accès au service du centre hospitalier intercommunal Albertville-Moûtiers.

### Enseignement
La commune de Marlens est située dans l'académie de Grenoble. En 2015, elle administre une école maternelle et une école élémentaire regroupant 82 élèves.
L'ensemble des établissements sont rattachés, en 2013, au collège public du canton, le Collège Jean-Lachenal, situé à Faverges. Le collège, créé en 1966, porte le nom de l'un de ses premiers directeurs (1967 à 1979), qui fut également maire adjoint de 1959 à 1989. Certains élèves se rendent au collège de Saint-Jorioz ou les établissements privés du bassin annécien.
Les futurs lycéens poursuivent leurs études selon leurs options, dans l'un des lycées d'Annecy (Lycée Gabriel-Fauré ou lycée professionnel Germain Sommeiller, parfois le lycée Berthollet ou le lycée privé Saint-Michel). Certains optent toutefois pour l'un des enseignements d'établissements des villes du département savoyard voisin (Lycée polyvalent René Perrin d'Ugine ou Lycée général et technologique privé Jeanne d'Arc d'Albertville).
La ville de Faverges possède cependant un établissement préparant différents diplômes dans son lycée professionnel privé "La Fontaine" : C.A.P. (Esthétique-cosmétique, coiffure, dessinateur en communication graphique) ; B.P. (esthétique en alternance) ainsi que B.E.P. (Bio-services, carrières sanitaires et sociales, vente action marchande) ou encore Bac Pro (artisanat et métier d’arts option communication graphique, commerce, vente). On trouve également à Faverges, un institut médico-éducatif/SESSAD Guy Yver.

### Médias

#### Radios et télévisions
La commune est couverte par des antennes locales de radios dont France Bleu Pays de Savoie, ODS Radio, Radio Semnoz... Enfin, la chaîne de télévision locale TV8 Mont-Blanc diffuse des émissions sur les pays de Savoie. Régulièrement l'émission La Place du village expose la vie locale du bassin annécien. France 3 et son décrochage France 3 Alpes, peuvent parfois relater les faits de vie de la commune.

#### Presse et magazines
La presse écrite locale est représentée par des titres comme Le Dauphiné libéré, L'Essor savoyard, Le Messager - édition Genevois, le Courrier savoyard.

## Économie
La Paragliding World Cup Association, l'association organisant la coupe du monde de parapente est basée dans cette commune.

### Tourisme
Le pays de Faverges et la commune de Marlens sont tournés vers le tourisme avec notamment la présence à proximité du lac d'Annecy, les stations de ski du Val de Tamié, de La Sambuy-Seythenex et de Montmin ainsi que l'exploitation du riche patrimoine local (musées, châteaux, etc.). La promotion touristique de la commune se fait par l'intermédiaire de l'office du tourisme de la communauté de communes, « Sources du lac d’Annecy - Pays de Faverges ». L'office de tourisme cantonal, mis en place dans les années 1980, est installé dans l'ancienne mairie de la ville de Faverges.
Le territoire permet une offre touristique variée avec une cinquantaine d’établissements sur l'ensemble du territoire de la communauté de communes, soit environ 12 300 lits touristiques (dont 50 % en campings - hôtellerie de plein air). La capacité de la commune est estimée à 607 lits touristiques en 2013 (684 lits en 1995). L'offre d'hébergements de la commune se répartit entre un gîte auberge « La Ferme de Pontgibaud » offrant une capacité de 56 locations affiliées aux Gîtes de France,. La commune ne dispose pas d'hôtel. Le territoire de la commune accueille un camping, classé trois étoiles et d'une capacité de 150 emplcaments.

## Culture et patrimoine

### Lieux et monuments
La commune ne compte aucun monument répertorié à l'inventaire des monuments historiques ainsi qu'à l'inventaire général du patrimoine culturel. Elle ne possède pas non plus d'objets répertoriés à l'inventaire des monuments historiques et à l'inventaire général du patrimoine culturel.
- De la période médiévale, il ne reste que la maison forte du Villard[44] et son colombier. Un ancien château était installé sur la butte où se trouve la mairie et l'église[44]. Cette position permet le contrôle la route entre Faverges et Ugine, ainsi que le chemin menant au col de l'Épine[44].
- Église Saint-Victor-et-Saint-Ours, de style néogothique, datant de 1867-68. Saint Ours est un des lieutenants de Saint Maurice d'Agaune[45].

### Héraldique
| Armes de Marlens | Les armes de Marlens se blasonnent ainsi : Écartelé ; au premier de gueules à la croix d'argent, au second de sinople à un plan simplifié d'argent de la commune, au troisième d'azur à une montagne de deux pics de sinople, au quatrième de gueules à un donjon couvert d'or. |